# Crataegus flabellata
Crataegus flabellata — вид квіткових рослин із родини трояндових (Rosaceae).

## Біоморфологічна характеристика
Це дерево чи кущ 40–50 дм заввишки. Нові гілочки спочатку червонуваті, зазвичай рідко запушені, 1-річні темно-каштанові, старші тьмяно-сірі; колючки на гілочках 1-річні блискучі, темно-коричневі, міцні або тонкі, 4–6 см. Листки: ніжки листків 40–50% від довжини пластини, залозисті; листові пластини блискучі й темно-зелені, від широкоеліптичної до яйцеподібної форми, 4–7 см, основа від клиноподібної до злегка заокругленої, частки по 4 або 5 з боків, верхівки часток загострені, краї гостро пилчасті, нижні поверхні голі за винятком уздовж жилок, верх густо притиснуто запушений молодим, потім ± голий. Суцвіття 5–10-квіткові. Квітки 13–17 мм у діаметрі; гіпантій голий або ворсинчастий біля основи; чашолистки 4–5 мм мм; тичинок 5–10 чи 20; пиляки зазвичай рожеві. Яблука малинові, ± еліпсоїдні, 8–10 мм у діаметрі. 2n = 51 Період цвітіння: травень і червень; період плодоношення: вересень і жовтень.

## Ареал
Зростає на північному сході США й на сході Канади — Коннектикут, Мен, Массачусетс, Нью-Брансвік, Нью-Гемпшир, Нью-Йорк, Нова Шотландія, Онтаріо, Квебек, Вермонт; інтродукований до Польщі, Словаччини, Фінляндії.
Населяє чагарники, сукцесійні поля, огорожі, узлісся, відкриті ліси; на висотах 10–200 метрів.

## Використання
Плоди вживають сирими чи приготованими; їх можна висушити для пізнішого використання. М'якуш солодкий, м'який, борошнистий.
Хоча конкретних згадок про цей вид не було помічено, плоди і квіти багатьох глоду добре відомі в трав’яній народній медицині як серцевий тонізуючий засіб, і сучасні дослідження підтвердили це використання.
Деревина роду Crataegus, як правило, має хорошу якість, хоча вона часто занадто мала, щоб мати велику цінність.